# Giulia Sarkozy
 (août 2025).
 (août 2025).
Motif : Je veux bien qu'on soit précoce à 13 ans, mais peut-être pourrait-on attendre encore quelques années pour vérifier la pérennité de son activité d'influenceuse ? Pour l'instant, elle est surtout "fille de Nicolas et de Carla".
- Archive Wikiwix
- Bing
- Cairn
- DuckDuckGo
- E. Universalis
- Gallica
- Google
- G. Books
- G. News
- G. Scholar
- Persée
- Qwant
- (zh) Baidu
- (ru) Yandex
- (wd) trouver des œuvres sur Wikidata

| 1. | Préciser le motif de la pose du bandeau. | Précisez le motif de la pose du bandeau en utilisant la syntaxe suivante : {{admissibilité à vérifier\|date=août 2025\|motif=remplacez ce texte par le motif}}                      |
| 2. | Informer les utilisateurs concernés.     | Pensez à avertir le créateur de l'article, par exemple, en insérant le code ci-dessous sur sa page de discussion : {{subst:avertissement admissibilité à vérifier\|Giulia Sarkozy}} |

Giulia Sarkozy est une influenceuse née le 19 octobre 2011 à Paris. Elle est la fille de Carla Bruni, mannequin et chanteuse franco-italienne, et de son époux Nicolas Sarkozy, président de la République française de 2007 à 2012.

## Biographie

### Naissance et origines familiales
Giulia Sarkozy est née le 19 octobre 2011 à la clinique de la Muette, dans le 16e arrondissement de Paris.

### Notoriété sur les réseaux sociaux
En 2025, alors qu'elle n'a que treize ans, Giulia Sarkozy compte plusieurs dizaines de milliers d'abonnés sur Instagram. Elle possède également une communauté sur TikTok. L'un de ses lives sur la plateforme, dans lequel elle tente de défendre la réputation de son père, Nicolas Sarkozy, dans le cadre de l'affaire Khadafi, devient viral, et son compte est suspendu.

### Autres activités
La jeune fille est également cavalière passionnée. Elle participe à la compétition d'équitation Kids Cup l'Envol du Longines Paris Eiffel Jumping en juin 2025.